# نوبويوكي كوبوشي
نوبُيوكي كوبُشي (こぶしのぶゆき كوبُشي نوبُيوكي، الكتابة الحقيقية لاسمه:小伏伸之) هو مؤدي أصوات ياباني ولد في 8 سبتمبر 1974 في كيوتو.

## أدواره في الأنمي

### مسلسلات أنمي تلفزيونية
- غاد غارد - شرطي
- شفاليير - كاغليوسترو
- كآبة هاروهي سوزوميا - مشرف نادي الكمبيوتر
- لاكي ستار - كيوتاكا نارومي
- باكانو! - بيتشو
- ناتسومي يوجين تشو - يوكاي وحيد العين
- شورا نو توكي - ياغيو ماتاجورو
- جنود السايبورغ - ماسارو
- دانس إن ذا فامباير باند - روملوس

### أنمي الإنترنت
- كآبة سوزوميا هاروهي-تشان - مشرف نادي الكمبيوتر
- نيورون تشورويا-سان - مشرف نادي الكمبيوتر

## أدواره في الدبلجة اليابانية
- أبطال النينجا - هان

## وصلات خارجية
- نوبويوكي كوبوشي على موقع IMDb (الإنجليزية)
- نوبويوكي كوبوشي على موقع ميوزك برينز (الإنجليزية)
- نوبويوكي كوبوشي على موقع قاعدة بيانات الفيلم (الإنجليزية)
- نوبويوكي كوبوشي على موقع كينوبويسك (الروسية)
- نوبويوكي كوبوشي على موقع ANN person (الإنجليزية)